# Mohammed Dahlan
 (août 2017).
Si vous disposez d'ouvrages ou d'articles de référence ou si vous connaissez des sites web de qualité traitant du thème abordé ici, merci de compléter l'article en donnant les références utiles à sa vérifiabilité et en les liant à la section « Notes et références ».
Mohammed Dahlan, né le 29 septembre 1961 dans le camp de réfugiés de Khan Younès à Gaza, est un homme politique palestinien.

## Biographie
Mohammed Dahlan est né dans un camp de réfugiés de Gaza en 1961. Sa vie est tout entière marquée par le conflit israélo-palestinien.
Il devient à vingt ans chef du mouvement de jeunesse du Fatah (Ash Shabiba), qu’il contribue à mettre sur pied en 1981. Entre 1981 et 1986, il est emprisonné onze fois par les Israéliens pour son appartenance au mouvement. Il apprend l’hébreu pendant son incarcération et, une fois libéré, termine ses études de gestion à l’université islamique de Gaza. Il est aussi impliqué dans les négociations secrètes qui menèrent aux accords d'Oslo en 1993 et à la création de l’Autorité palestinienne. Mohammed Dahlan revient à Gaza avec Yasser Arafat en 1994, où il obtient le poste de chef des Forces de Sécurité Préventive de la bande de Gaza.
En 2001, il critique le manque de cohérence politique d'Arafat durant l’Intifada. En juin 2002, il soutient des demandes de réforme de l’Autorité palestinienne, et démissionne de son poste de chef de sécurité après un désaccord avec Arafat. En avril 2003, malgré une forte opposition de la part d’Arafat, Mohammed Dahlan est choisi par Mahmoud Abbas, récemment désigné Premier ministre, comme ministre d’État pour la Sécurité mais quitte son poste lors du départ d'Abbas. Après la mort de Yasser Arafat en novembre 2004, Mohammed Dahlan est nommé, le 24 février 2005, au poste de ministre des Affaires civiles dans le gouvernement composé par le Premier ministre palestinien Ahmed Qoreï.
Ses responsabilités sécuritaires l’amènent à fréquenter la CIA, les services de sécurité israéliens, russes, arabes et européens. Il combat le Hamas mais sa gestion est aussi entachée par le scandale de Kami : il est alors accusé d’avoir prélevé une taxe sur les importations en provenance d’Israël à destination de Gaza.
En juin 2007, à l'heure des combats fratricides inter-palestiniens, entre le Fatah et le Hamas, Mohammed Dahlan est réfugié en Égypte, d'où il dirige la Sécurité préventive palestinienne.
Une commission, chargée d'enquêter sur la débâcle de ses services de sécurité face au Hamas en juin 2007 dans la bande de Gaza, avait été mise en place par ses soins. À la suite des conclusions de celle-ci, il démissionne le 26 juillet de son poste de conseiller à la sécurité nationale du président palestinien Mahmoud Abbas, en invoquant des problèmes de santé. En effet, durant ces combats il se trouvait en Allemagne pour se faire opérer des deux genoux.
Exilé aux Émirats arabes unis depuis son expulsion du Fatah pour des faits de corruption, il est devenu conseiller du prince Mohamed Ben Zayed et est l'un des artisans de la normalisation des relations entre le pays du Golfe et Israël.
Il présente une liste à l'occasion des élections législatives palestiniennes de 2021 avec le soutien financier des Émirats.